# Konsole
Konsole – emulator terminali wyposażony w zakładki. Napisany został przez Larsa Doelle w C++. Rozprowadzany jest na licencji GPL w wersji 2. Konsole jest częścią składową KDE.

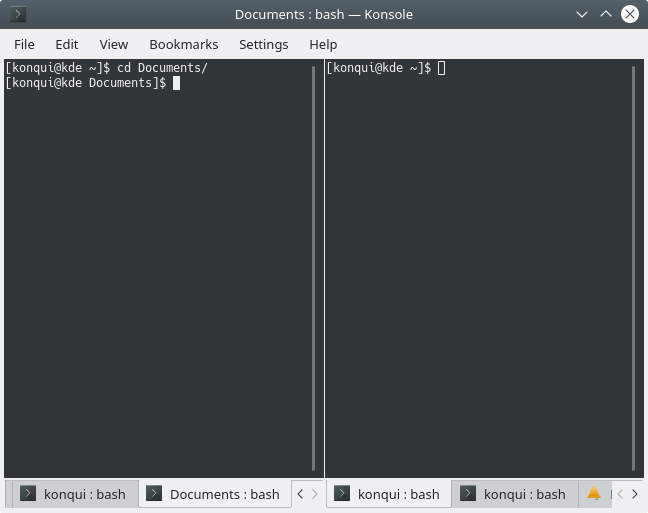